# Le Grand Œuvre de Leonardo
 (octobre 2018).
- Si vous ne connaissez pas le sujet, laissez ce bandeau (vous pouvez alors contacter les auteurs).
- Si vous supprimez le contenu mis en cause (vous pouvez préalablement contacter les auteurs),

argumentez précisément cette suppression dans la page de discussion
(un manque de référence n'est pas un argument ; une recherche réelle de référence doit avoir été effectuée, être formellement documentée).
Le Grand Œuvre de Leonardo est un tableau de petit format (29 × 36 cm) peint sur panneau de chêne composé de deux planches horizontales assemblées à joint vif.
Il porte à son revers le numéro d'inventaire « 229 ». Le thème apparent en est La Tentation, dans la tradition des Tentations de saint Antoine apparue au Moyen Âge, reprise par Jérôme Bosch autour de 1500, et perpétuée jusqu’au milieu du XXe siècle où Max Ernst et Salvador Dali s'affrontent pour livrer leurs versions surréalistes. Une lecture permet de mettre en lumière, en filigrane de cette composition, le thème du Grand œuvre alchimique, sur un mode ésotérique intelligible aux seuls cercles d’initiés.
Le Grand Œuvre de Leonardo a été pour la première fois dévoilé et présenté au grand public dans le documentaire « Le Doute dans les œuvres d’art publiques et privées » diffusé par la chaîne de télévision française France 3 Centre Val-de-Loire en octobre 2016.

## Historique

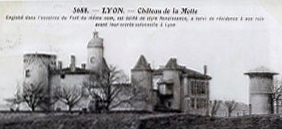
Le château de La Motte (Lyon) propriété de la famille de Villeneuve à la fin du XVe siècle, début du XVIe siècle.

Le Grand Œuvre de Leonardo apparait sous l’appellation de Tentation de saint Antoine dans l’inventaire de la galerie de tableaux du château du marquis de Cotton du Puy-Montbrun, érigé non loin de Tarare dans le département du Rhône. Ce château — situé sur la route commerciale qui relie l’Italie à la France et plus au Nord encore, aux Pays-Bas méridionaux dont est le Brabant — est à la fin du XVe, début du XVIe siècle la propriété de son ancêtre : Humbert de Villeneuve,.

## Datation

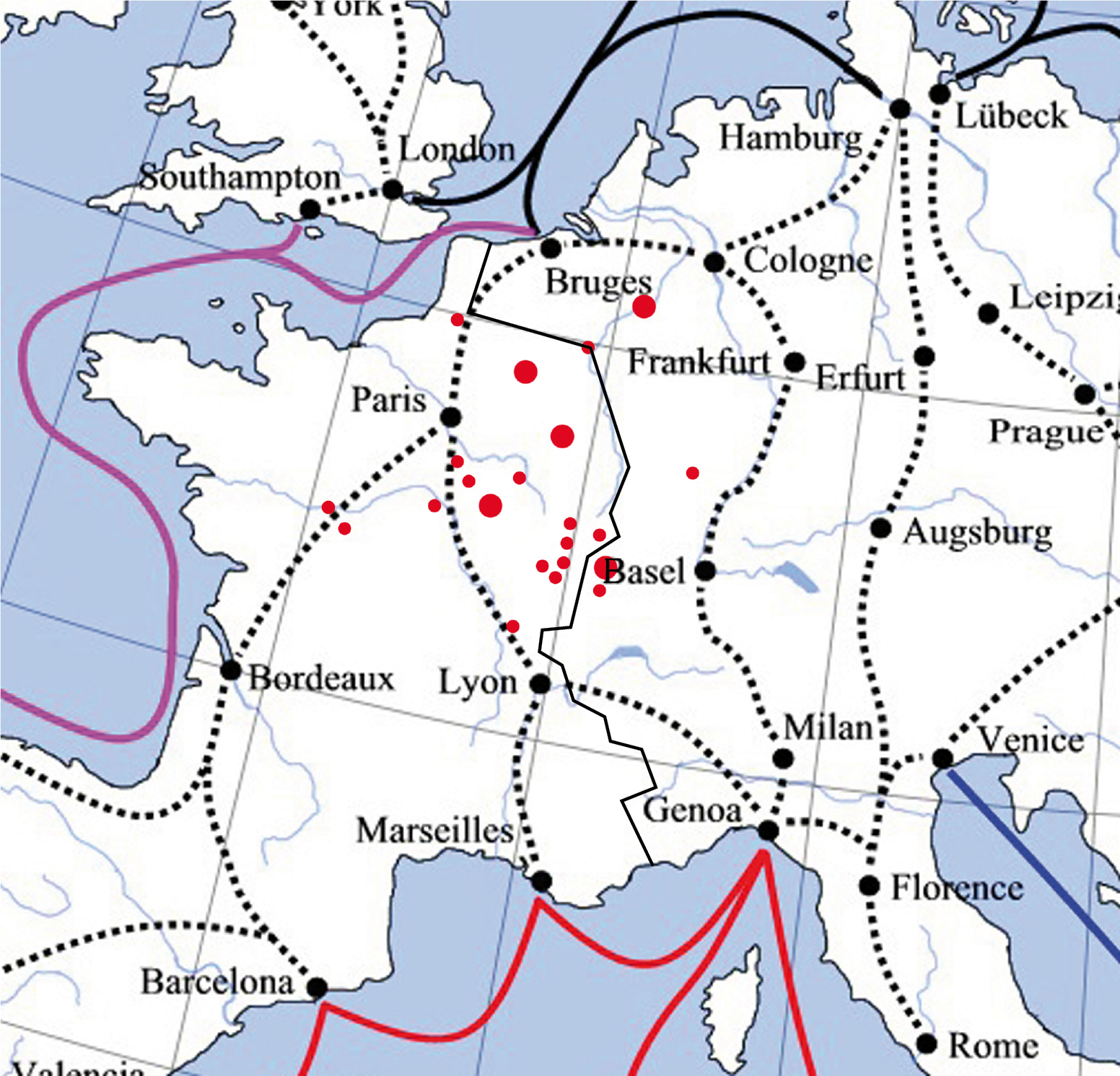
Routes commerciales de la fin du XVe siècle, début du XVIe siècle (pointillés noirs) et localisation du lieu d’abattage du chêne dans lequel a été prélevé le panneau servant de support au Grand Œuvre de Leonardo (points rouges) d’après les résultats d’analyse dendrochronologique de l’IRPA/KIK de Bruxelles (Belg.)

En 2007, l’examen dendrochronologique du panneau de chêne du Grand Œuvre de Leonardo a pu être mené à bien sur la planche inférieure, l’autre étant étroite et comptant dès lors peu de cernes de croissances. Cet examen autorise à situer l’année la plus ancienne à partir de laquelle l’arbre de la planche inférieure a pu être abattu en 1439. Il faut encore tenir compte du délai écoulé entre l’abattage des arbres en forêt et l’utilisation du bois en panneaux. Celui-ci comprend le laps de temps nécessaire à l’équarrissage du tronc, au transport du bois, à son débitage en planches, à leur séchage et à la fabrication du panneau proprement dit. Des recherches historiques et archéologiques suggèrent que, pour la période allant du XVe au XVIe siècle, ce délai peut se réduire à quelques mois seulement. Cependant, certaines études dendrochronologiques font état d’un intervalle beaucoup plus important entre le résultat dendrochronologique et la date d’utilisation connue ou estimée. Aucune généralisation ne peut donc être admise à ce sujet. En conséquence, le terminus dendrochronologique proposé pour l’abattage (1439) est également donné pour la confection du support. Bien entendu, s’agissant d’un terminus post quem et non d’une date d’abattage, une réalisation postérieure, dans la seconde moitié du XVe siècle, est parfaitement plausible étant donné le nombre inconnu de cernes de duramen perdus, le nombre réel de cernes d’aubier que comportait l’arbre et l'hypothèse, certes peu vraisemblable mais pas inenvisageable, d'un stockage du bois. Si, dans l’ensemble, le type de panneau du Grand Œuvre de Leonardo est proche des supports employés par les artistes flamands de la fin du Moyen Âge (petit panneau constitué de planches de chêne assemblées à joint vif, au revers soigneusement raboté), plusieurs particularités ont été révélées lors de l’examen (absence de barbes et de bords non peint sur la face du panneau, ainsi que l’absence d’amincissements des rives du panneau au revers), dont la plus frappante est l’origine géographique du bois, non balte contrairement à l’usage systématique flamand. La provenance du bois du nord-est de la France pour un panneau peint dans le style flamand pourrait être le signe d’une production extérieure à la Flandre, soit par un artiste flamand ayant transité et/ou travaillé en France, soit par un artiste français - ou ayant transité en France - formé en Flandre. Ce type d’échange était fréquent entre Flandre et Bourgogne au XVe siècle, la première appartenant à la seconde.

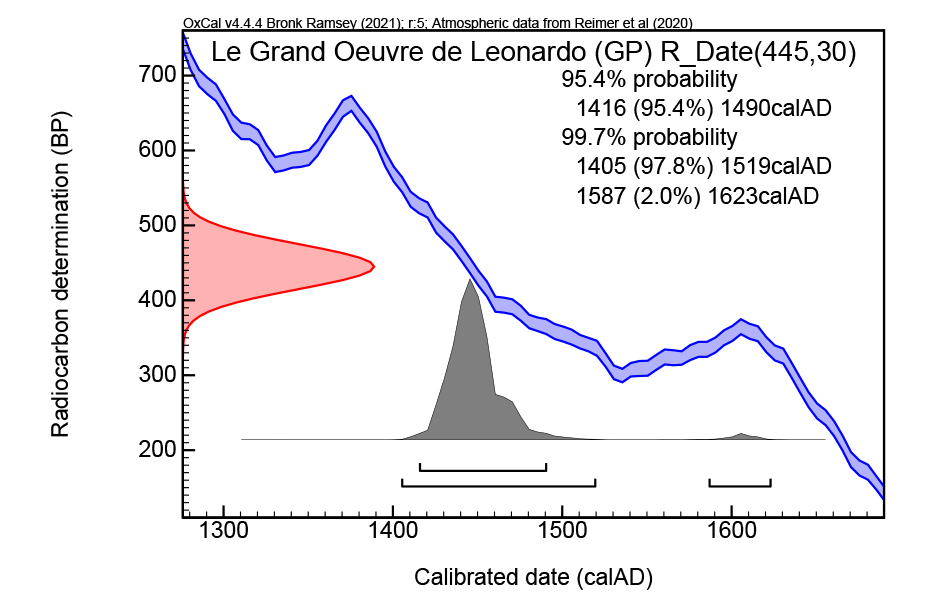
Datation par le radiocarbone (C14) de la planche inférieure du panneau de chêne du Grand Œuvre de Leonardo : Courbe et data (Oxcal v4.4.1 Christopher Bronk Ramsey 2021) d'après les résultats d'analyse du CDRC de Lyon

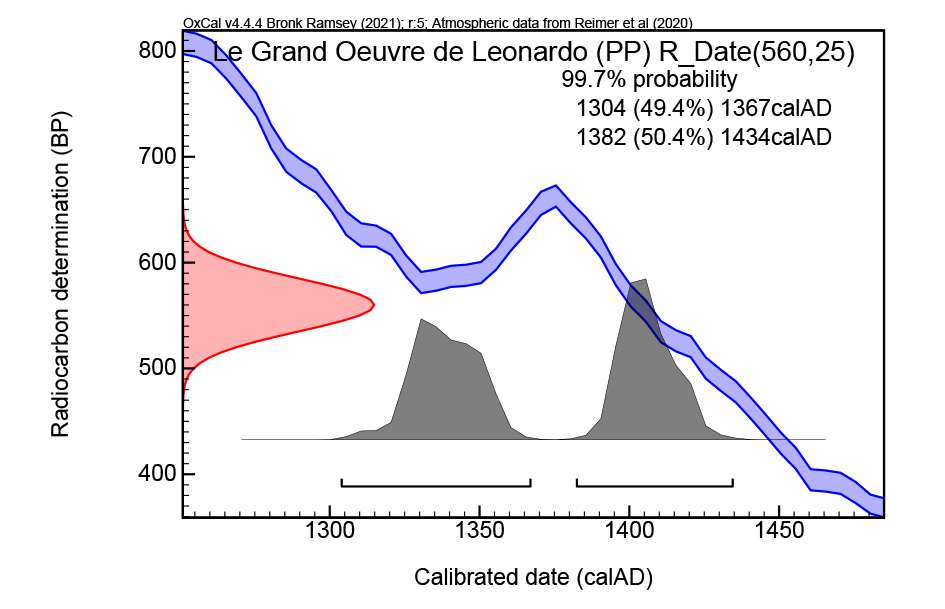
Datation par le radiocarbone (C14) de la planche supérieure du panneau de chêne du Grand Œuvre de Leonardo : Courbe et data (Oxcal v4.4.1 Christopher Bronk Ramsey 2021) d'après les résultats d'analyse du CDRC de Lyon

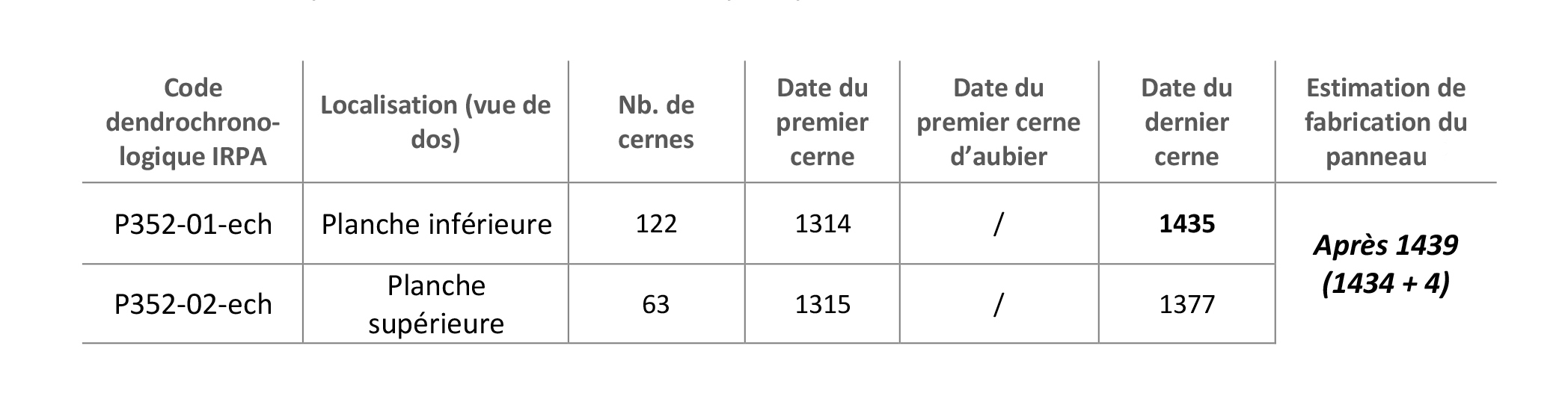
Tableau récapitulatif de la datation - par planche - du Grand Œuvre de Leonardo, d’après les résultats d’analyse dendrochronologique de l’IRPA/KIK de Bruxelles (Belg.)

En 2008, la datation par le radiocarbone (C14) du panneau de chêne du Grand Œuvre de Leonardo a pu être menée à bien tant sur la planche inférieure que sur la planche supérieure. Les résultats fournis par le laboratoire permettent de calibrer une fourchette d’âge du panneau de 1427 à 1467 qui vient confirmer l’analyse dendrochronologique réalisée précédemment, et ainsi conforter l’hypothèse déjà émise d’une réalisation picturale située dans la seconde moitié du XVe siècle au plus tôt, sans pouvoir écarter l’idée d’une réalisation ultérieure.
En 2023, l’examen dendrochronologique du panneau de chêne du Grand Œuvre de Leonardo de Leonardo a pu être mené à bien sur la planche supérieure, grâce aux derniers développements de la base de données du laboratoire ayant réalisé ce même examen en 2007, ainsi que de celles de deux laboratoires français (C.E.D.R.E., Besançon, et Dendrotech, Rennes - Angoulême). Les deux planches sont issues d’arbres distincts ayant grandi, au moins en partie, à la même époque : la série de cernes de planche inférieure étant datée de 1314 (1er cerne) à 1435 (dernier cerne) et celle de la planche supérieure de 1315 (1er cerne) à 1377 (dernier cerne). Les datations font état d’une provenance des deux arbres dans la moitié nord de la France. Les analyses dendrochronologiques et les datations radiocarbone concordent. L’écart de près de 60 ans entre les dates de derniers cernes des deux planches s’expliquant par les différences de largeurs de celles-ci, la planche supérieure étant deux fois moins large et comptant deux fois moins de cernes que la planche supérieure. L’absence d’aubier sur les planches ne permet pas de déterminer la période d’abattage
des deux arbres avec précision, mais fournit un terminus post quem pour la confection du panneau : après 1439 (dernier cerne mesuré sur le panneau 1435 + 4 cernes d’aubier minimum).
De 2012 à 2016, diverses analyses non destructive (spectrométrie de fluorescence X ou SFX), puis destructives (stéréo-microscopie d’échantillons de peinture, coupes transversales faites en incluant les échantillons dans une résine de polyester polie jusqu’à obtenir la séquence complète des différentes strates, microscopie optique en lumière visible et ultraviolette des sections transversales, spectroscopie à rayons X à dispersion d'énergie (EDS)  couplée avec la microscopie électronique par balayage (SEM) des coupes transversales) ont été réalisées sur la couche picturale du Grand Œuvre de Leonardo. La SFX a révélé une présence majoritaire et massive de plomb (Pb). Le signal de l’élément plomb masquant celui de l’étain (Sn), la présence de cet élément n’a pu être détectée dans aucun des spectres lors de cette analyse non destructive. Les analyses destructives effectuées en complément par la suite ont non seulement permis de détecter cet élément dans la couche picturale du Grand Œuvre de Leonardo, mais, qui plus est, de définir la palette complète des pigments utilisés par le peintre : jaune de plomb-étain (type I), mais aussi azurite, blanc de plomb, calcite, fluorite, malachite, noir d’ivoire, ocre rouge, ainsi que divers pigments terrestres naturels. Elles ont également montré la présence de fluorite ainsi que de petites quantités de pigments terrestres naturels et de noir d’ivoire dans la couche d’apprêt. Qui plus est, des inclusions d’organismes fossilisés ont été également formellement identifiées, ce type d’inclusion ayant été documenté chez les peintres du Nord. La fluorite quant à elle a été documentée entre 1470 et 1520 (Sud de l’Allemagne, Tyrol autrichien, Suisse, Hongrie et Silésie polonaise) et jusque dans la première moitié du XVIe siècle en Hollande, ainsi que dans le Massif Central (Puy-de-Dôme- France), les Asturies (Espagne) et les Pyrénées. De l’Oxyde de plomb-étain (type I) a donc bien été identifié dans la palette du peintre, ce pigment ayant été utilisé du XIIIe au XVIIIe siècle mais plus encore du XVe au XVIIe siècle.
En juillet 2018, de nouveaux prélèvements sont effectués pour dater par le radiocarbone (C14) le blanc de plomb de la couche picturale du Grand Œuvre de Leonardo et tenter ainsi de préciser la date de sa réalisation. À ce jour, faute d'infrastructure, le résultat est toujours en attente.

## Analyse

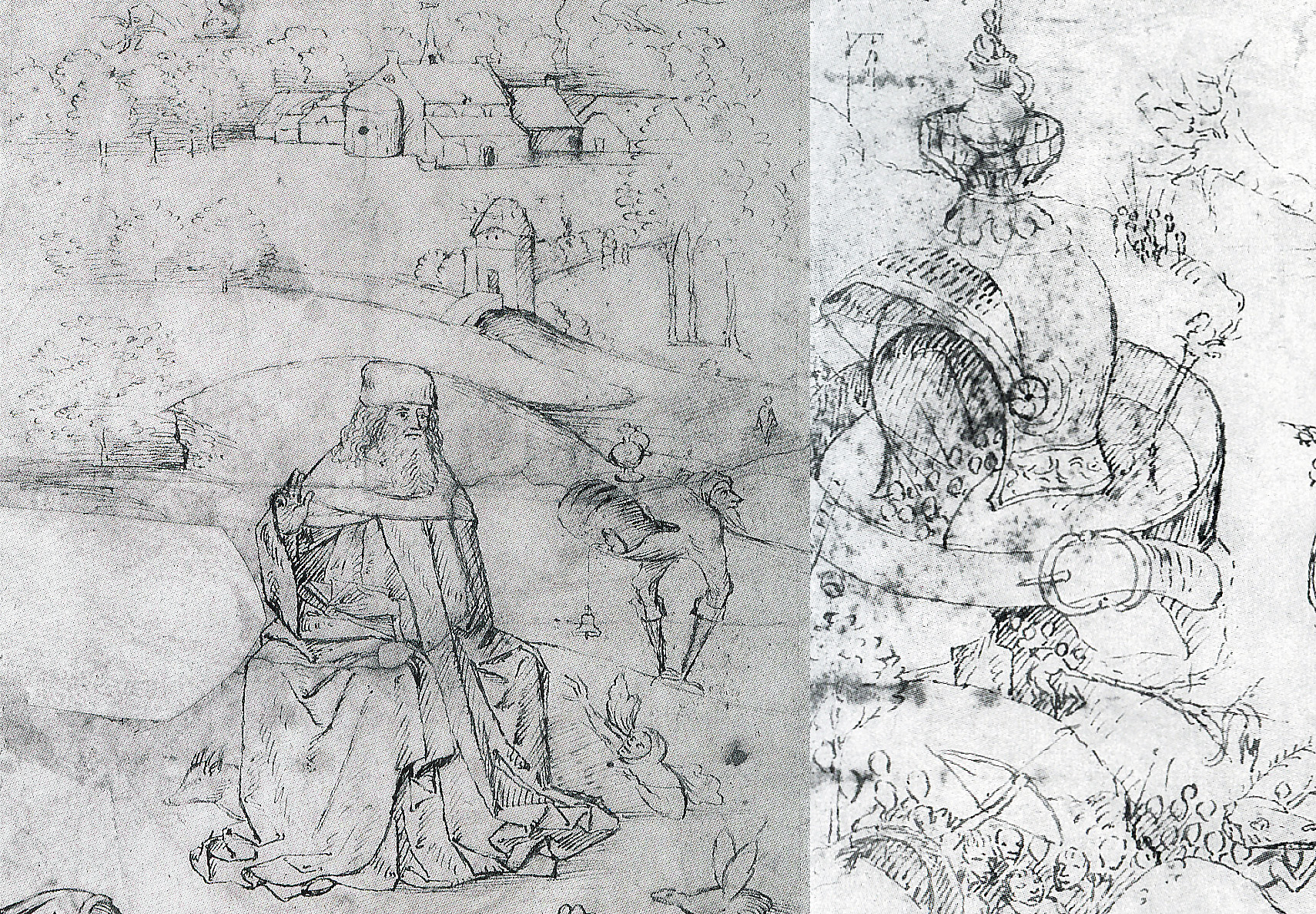
Le Grand Œuvre de Leonardo = La Tentation de saint Antoine du cabinet des estampes de Berlin (All.) + La Scène de l'Enfer du cabinet des estampes de Dresde (All.)

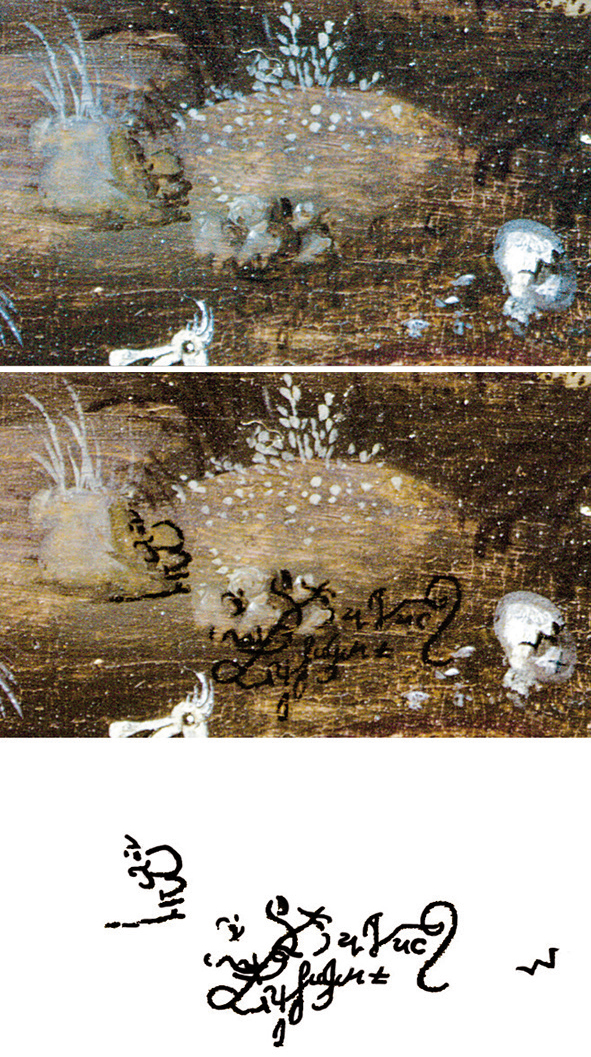
Identification des signatures (15 x 25 mm) du Grand Œuvre de Leonardo par l’Institut d’optique de Palaiseau à partir d’une photographie infrarouge fausse couleur réalisée par la société Lumiere Technology de Paris, et extraction partielle

La scène du Grand Œuvre de Leonardo s’inspire des motifs de deux dessins à la plume et à l’encre brune : La Tentation de saint Antoine du cabinet des estampes de Berlin et la Scène de l'Enfer du cabinet des estampes de Dresde attribués à l’atelier de Jeronimus Bosch ou à un suiveur,.
En 2009, des algorithmes de traitement d'images (seuillage et réseau de neurones) ont été utilisés dans la partie basse et droite du Grand Œuvre de Leonardo. Deux types de signatures ont ainsi été formellement localisés et identifiés : le monogramme « JB » inclus dans un élément de paysage anthropomorphe (profil droit de tête grotesque hirsute) et, en-dessous plus à droite, un cryptogramme (encore indéchiffré à ce jour) inclus dans un cartel en forme de phylactère. Les différents pigments de la palette du peintre n'ayant pas encore été déterminés à l'époque où ce travail a été effectué, en raison des spectres très proches — et donc difficilement discriminables — des signatures et du fond à cet endroit du tableau, aucune extraction complète n'a pu être finalement réalisée.

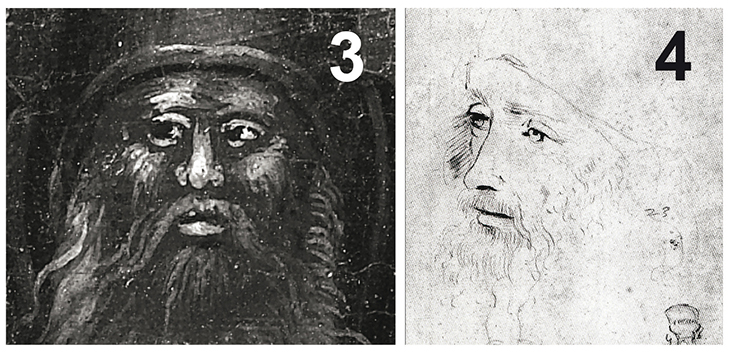
Identification du visage (10 x 10 mm) du saint-ermite du Grand Œuvre de Leonardo à celui du portrait de Leonardo da Vinci conservé à la bibliothèque royale de Windsor (G.B.) par l'algorithme de reconnaissance faciale NeoFace© Watch,,

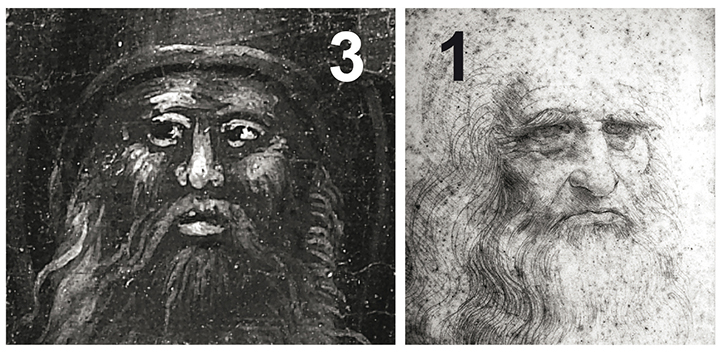
Identification du visage (10 x 10 mm) du saint-ermite du Grand Œuvre de Leonardo à celui du portrait de Turin (It.) communément attribué à Leonardo da Vinci par l'algorithme de reconnaissance faciale NeoFace© Watch,,

En 2015, un des algorithmes de reconnaissance faciale parmi les plus performants sur le marché mondial a été utilisé pour identifier (1:51) le visage du saint-ermite du Grand Œuvre de Leonardo. Le système a ainsi classé l’ensemble des visages de sa base de données par ordre décroissant en fonction des scores d’appariement obtenus un à un par comparaison. La première position est occupée par le visage du portrait de Turin dessiné à la sanguine communément attribué à Leonardo da Vinci. Le visage du portrait de Léonard de Vinci conservé à la bibliothèque royale de Windsor se place également - mais ce dans une moindre mesure compte-tenu du plus faible score - comme candidat potentiel. Ce résultat a été conforté par un test-match visuel proposé à un panel de 85 personnes : le classement place de la même manière le visage du portrait de Turin communément attribué à Léonard de Vinci en première position, le portrait de Léonard de Vinci conservé à la bibliothèque royale de Windsor occupant le rang 2,.

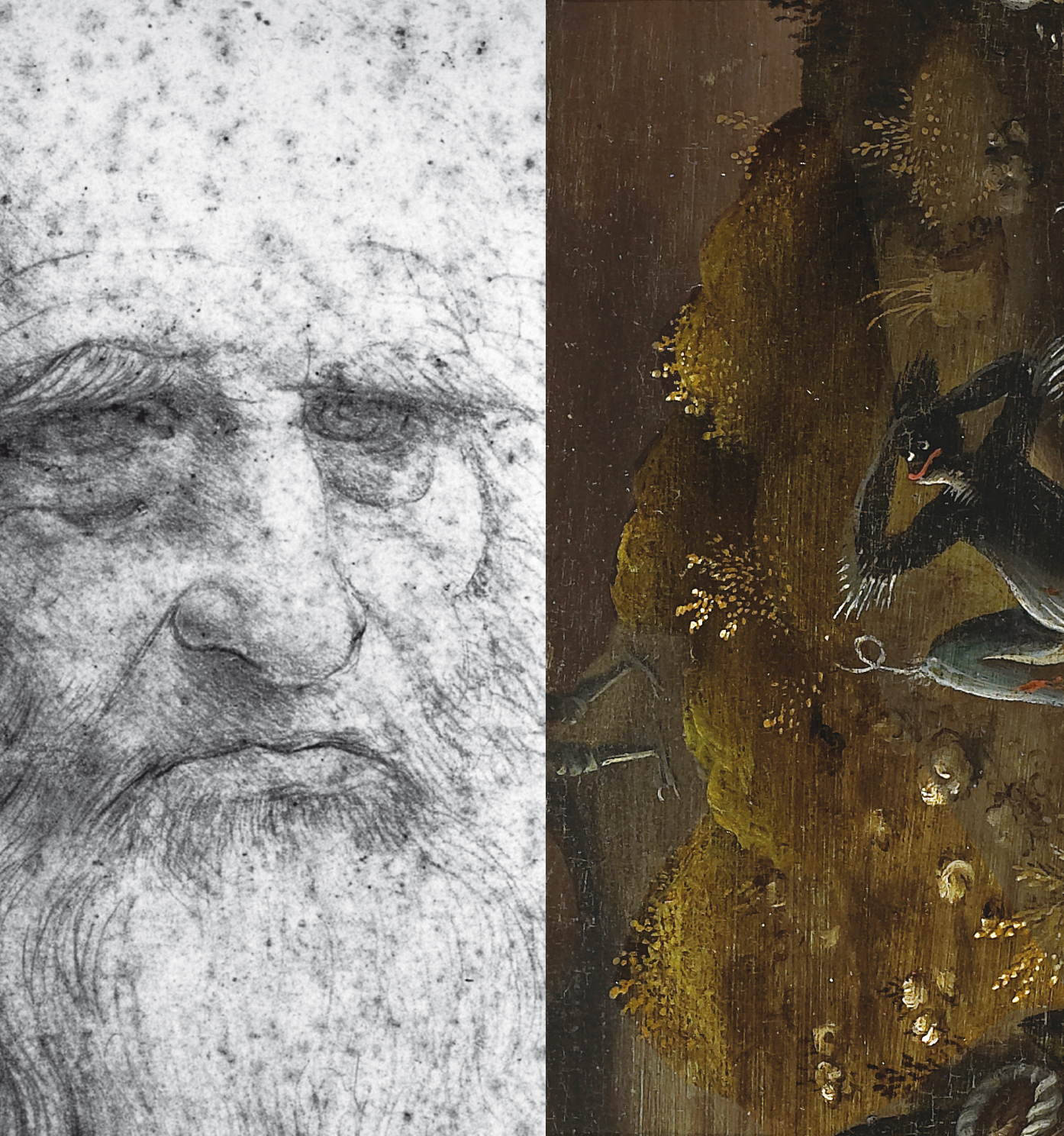
Élément de paysage anthropomorphe (à droite) représentant le profil gauche d'un homme barbu dont les traits et caractéristiques rappellent ceux du portrait de Turin (It.) communément attribué à Leonardo da Vinci (à gauche)

En 2017, la découverte inopinée d'un nouvel élément de paysage anthropomorphe du Grand Œuvre de Leonardo confirme l'hypothèse du portrait de Léonard de Vinci. Il s'agit du profil gauche d'un homme barbu qui se dessine très distinctement plein centre à l'horizontale au tiers inférieur du tableau (de telle sorte qu'il faut faire pivoter le panneau de 90° dans le sens contraire des aiguilles d'une montre pour visualiser ce profil gauche dans sa posture et son maintien naturel). Sourcils broussailleux, nez aquilin et « barbe fleurie » renvoient très explicitement cette fois encore au visage du portrait de Turin communément attribué à Léonard de Vinci. Fort de cette ultime découverte, ce tableau — dont le thème apparent évoque La Tentation de saint Antoine — a été rebaptisé Le Grand Œuvre de Leonardo, référence faite à son acception philosophique intelligible aux seuls cercles d’initiés,.

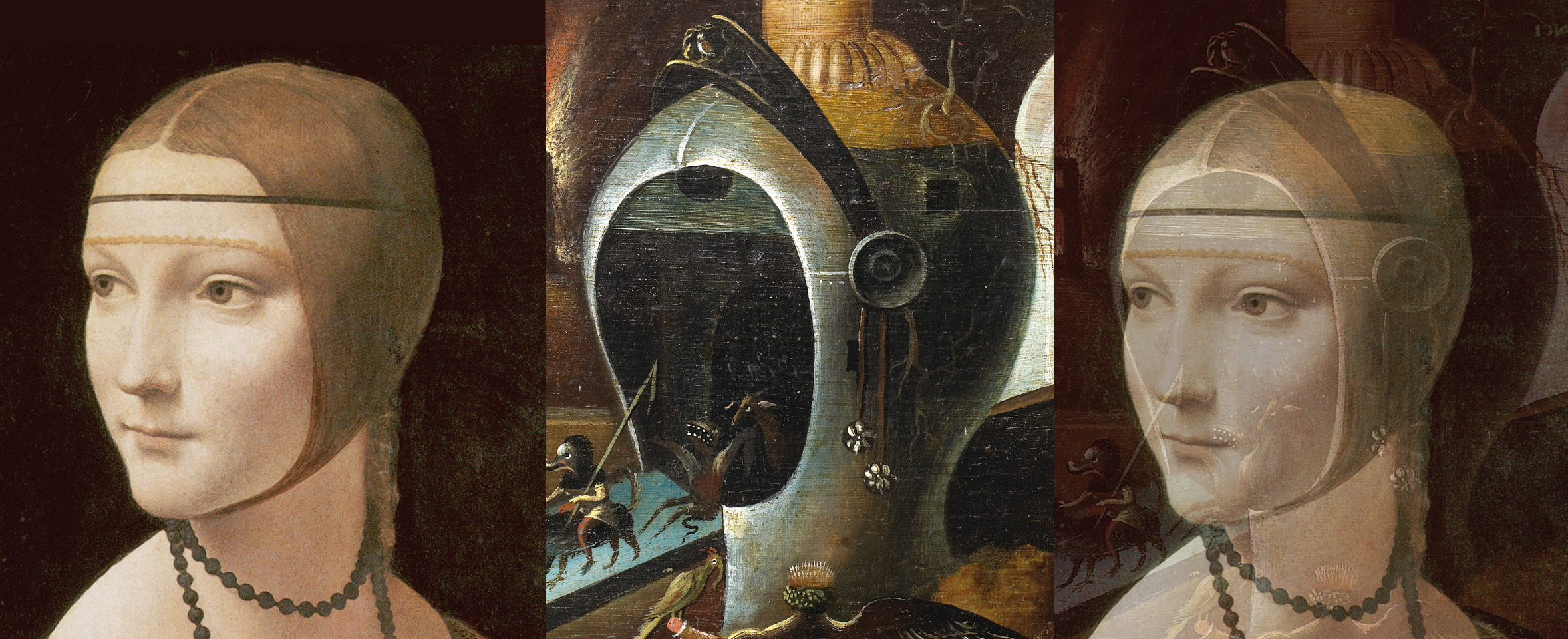
Superposition et transparence du visage de La Dame à l'hermine de Leonardo da Vinci et du casque alchimique du Grand Œuvre de Leonardo

En 2023, une étude iconographique comparée vient conforter un peu plus cette nouvelle dénomination de Grand Œuvre de Leonardo. Les contours singuliers de la partie avant du casque (librement inspiré d'une barbute vénitienne de la fin du XVe siècle) qui vient encadrer la partie laissée libre du visage du guerrier ou de la guerrière, figure centrale du Grand Œuvre de Leonardo, vient s'adapter au millimètre près aux contours de la coiffe non moins singulière du portrait de La Dame à l'hermine de Léonard de Vinci. Lequel portrait pouvant être considéré comme celui de Catherine Sforza, nièce du duc de Milan, Ludovic Sforza, dit " Le More ". Catherine Sforza, la " Lionne de Romagne ", chasseresse, guerrière et alchimiste notoire, dont la quête des secrets du Grand Œuvre  est non seulement consignée dans le manuscritqu’elle lègue à son fils (le condottiere Jean des Bandes Noires, père de Cosme Ier de Médicis), mais est également fait mention dans des lettres à son apothicaire, à ses agents, aux membres de sa famille et à d’autres passionnés d’alchimie dans toute l’Italie. L’activité de Caterina Sforza la situant aux origines d’un intérêt des Médicis pour l’alchimie et l’expérimentation qui s’étendra jusqu’au XVIIe siècle, tout en la positionnant dans le panorama plus large de l’activité scientifique des femmes modernes.

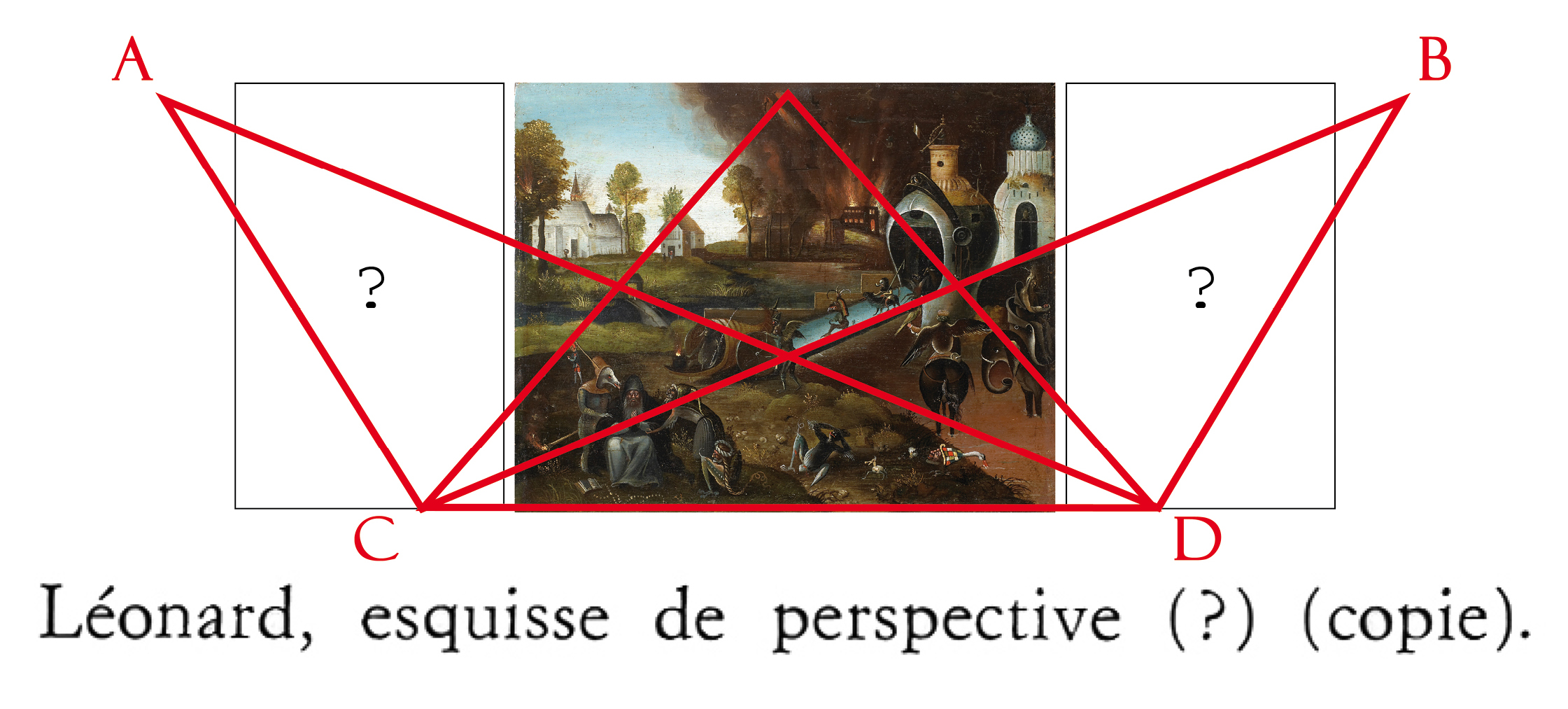
Tracé régulateur du Grand Œuvre de Leonardo d'après l'improbable « esquisse de perspective de Léonard » relevée dans un carnet du maître florentin par Hans Schuritz,

Leon Battista Alberti considérait que « ceux qui ignorent l’art de la géométrie n’ont accès ni aux rudiments ni aux principes raisonnés de la peinture». Suivant ce précepte, un « tracé régulateur » semble devoir s’imposer en filigrane du Grand Œuvre de Leonardo : un tracé tout à fait original relevé par Hans Schuritz dans un carnet de Léonard de Vinci et rapporté comme une improbable « esquisse de perspective de Léonard » par Erwin Panofsky. Ce « tracé régulateur » appliqué au Grand Œuvre de Leonardo soulevant dès lors la problématique de son appartenance possible à un triptyque originel dont il serait l’élément central principal, dissocié de ses volets latéraux.

## Attribution
Après plus de dix années d'études, l'attribution définitive du Grand Œuvre de Leonardo ne fait encore l’objet d’aucun consensus. Il reste donc aujourd’hui attribué à un maître anonyme de la fin du XVe, début du XVIe siècle,. Néanmoins, quelques éléments troublants mis en exergue au fil des analyses scientifiques semblent à présent orienter définitivement les recherches dans les sphères boschienne et léonardienne, s'agissant d'un artiste flamand ayant transité et/ou travaillé en France, soit encore d'un artiste français - ou ayant transité en France - formé en Flandre. Ce type d’échange étant fréquent entre Flandre et Bourgogne au XVe siècle, la première appartenant à la seconde,. Giorgio Vasari dans la version première des Vies des plus grands architectes, peintres et sculpteurs italiens de Cimabue à nos jours disait de Leonardo da Vinci : « qu’il se forma dans son esprit une doctrine si hérétique qu’il ne dépendait plus d’aucune religion, tenant peut-être davantage à être philosophe que chrétien ». Cette proximité avec l’hérésie faisant partie de la réputation de l’artiste florentin comme le montre encore, par exemple, l’autobiographie imaginaire de Leonardo da Vinci écrite par Giovanni Paolo Lomazzo en 1563. In fine, s’agissant d’authentification, l’auteur d’un tel manifeste pictural ésotérique pourrait être aussi bien Leonardo da Vinci lui-même,, qu'un de ses élèves, collaborateur ou franc-maître de son entourage proche ou lointain qui aurait voulu au travers ce tableau rendre un hommage — en forme de témoignage pour la postérité — à son œuvre, dévote pour les profanes, hétérodoxe et sacrée pour les initiés.

### Documentaire vidéo
- Alain-Georges Emonet, Grégoire Grichois & Philippe Gay, « Le doute dans les œuvres d'art publiques et privées », sur France 3 Centre Val-de-Loire, 2016
- Xavier d'Hérouville, « Le Grand Oeuvre de Leonardo », sur YouTube, 2024